# Entitate cu nume
În extragerea informațiilor, o entitate cu nume este un obiect, precum o persoană, un loc, o organizație, un produs etc., care poate fi indicat printr-un nume propriu. Acest obiect poate fi abstract sau poate exista fizic. Exemple de entități cu nume sunt Regele Mihai I al României, Iași, Dacia Logan sau orice altceva care poate fi numit. Entitățile cu nume pot fi privite simplu ca instanțe ale entităților (de exemplu, Iași este o instanță a unui oraș).
Din perspectivă istorică, termenul entitate cu nume (în engleză named entity) a fost inventat în timpul campaniei de evaluare MUC-6 și conținea ENAMEX (expresii ale entităților cu nume, precum persoane, locuri și organizații) și NUMEX (expresii numerice).
O definiție mai formală poate fi derivată din denotatorul rigid al lui Saul Kripke. În expresia „entitate cu nume”, cuvântul „nume” își propune să limiteze posibilul set de entități la cel pentru care unul sau mai mulți denotatori rigizi corespund referentului. Un denotator este rigid atunci când indică același obiect în orice lume posibilă. 
Ca exemplu, dacă se ia în considerare propoziția „Mihai I a fost rege al României”, atât „Mihai I”, cât și „România” sunt entități cu nume, deoarece acestea se referă la anumite obiecte (Mihai I și România). Cu toate acestea, „rege” nu este o entitate cu nume, deoarece acesta poate fi folosit pentru a se referi la mai multe obiecte diferite în lumi diferite (în diferite monarhii în care se referă la persoane diferite sau chiar în diferite țări sau organizații în care se referă la persoane diferite). Denotatorii rigizi includ, de obicei, numele proprii, precum și anumiți termeni naturali, cum sunt speciile biologice și substanțele.
De asemenea, există un acord general în comunitatea recunoașterii entităților cu nume pentru a lua în considerare ca entități cu nume expresiile temporale și expresiile numerice, cum sunt sumele de bani și alte tipuri de unități, deși acestea ar încălca condiția desemnărilor rigide.
Sarcina de a recunoaște entitățile cu nume în text este recunoașterea entităților cu nume, în timp ce sarcina de a stabili identitatea entităților cu nume menționate în text se numește dezambiguizarea entităților cu nume. Ambele sarcini necesită algoritmi dedicați și resurse specifice pentru a putea fi abordate.